# Pri Daroit
Priscila Zalewski Daroit  (Porto Alegre, 10 de agosto de 1988) é voleibolista indoor brasileira. Atuando como Ponteira serviu às categorias de base da Seleção Brasileira e foi medalhista de ouro no Campeonato Sul-Americano do Equador, em 2004, e em Macau na edição do Campeonato Mundial de 2005, ambas competições na categoria Infanto-juvenil. Também conquistou medalhas de ouro na categoria juvenil no Campeonato Sul-Americano de 2006, na Venezuela, e no Campeonato Mundial da Tailândia, no ano de 2007, já atuando na posição de oposto.
Pela Seleção Brasileira de Novas conquistou duas medalhas de prata em edições da Copa Pan-Americana, nos anos de 2007 e 2012, mesma colocação obtida na Copa Yelstin de 2011. Ganhou ainda os torneios de Montreux e Alassio, ambos em 2013. Atualmente atua como ponteira e serviu a Seleção Principal, conquistando o título do Grand Prix de 2013. Em clubes, conquistou a medalha de ouro no Campeonato Sul-Americano de Clubes de 2014, sediado em Osasco, e obteve o bronze no Campeonato Mundial de Clubes no mesmo ano em Zurique, na Suíça.

## Carreira
Com apenas 11 anos de idade Priscila iniciou a praticar o voleibol ainda em seu Estado, Rio Grande do Sul, sua incentivadora foi sua mãe, pois, era praticante da modalidade, a acompanhava nos treinos e a medida que ia evoluindo participava nos testes.
Representou a Seleção Gaúcha no Campeonato Brasileiro de Seleções de 2004, conquistando o vice-campeonato na categoria infanto-juvenil realizado no Pará e no mesmo ano foi também convocada para Seleção Brasileira nesta mesma categoria e disputou o Campeonato Sul-Americano Infanto-juvenil sediado em Guayaquil conquistando sua primeira medalha de ouro em competições internacionais oficiais.Em 2004 migrou para cidade de  São Caetano do Sul-São Paulo e por este conquistou o título do Campeonato Paulista na categoria infanto-juvenil em 2005 e obeteve o título da Copa Piratinga de 2005 nesta mesma categoria.
Também foi convocada para Seleção Paulista e conquistou o título do Campeonato Brasileiro de Seleções em 2005 na categoria juvenil.Ainda no ano de 2005, Priscila foi convocada para Seleção Brasileira para representá-la no Campeonato Mundial Infanto-Juvenil sediado em Macau e vestindo a camisa#10 contribuiu para a conquista da  medalha de ouro da edição que desde 1997 o Brasil não obtinha a primeira posição e apareceu nas estatísticas das maiores pontuadores ocupando a quinquagésima terceira colocação, também figurou entre as melhores bloqueadoras, tendo o décimo sétimo melhor desempenho no fundamento e ainda foi a sexagésima maior defensora.
Atuou no São Caetano/Mon Bijou até  2007.Após sair do interior paulista transferiu-se  em 2007 juntamente com sua irmã para o Fiat/Minas integrando a equipe juvenil desta agremiação , cujo técnico era Ricardo Piccinin, responsável por sua ida e sua irmã desitiu da carreira de voleibolista para estudar.
Priscila jogou na posição de Central até seus 17 anos de idade  e foi convocada para Seleção Brasileira na categoria juvenil como Oposta, em virtude de problemas com atleta convocada na posição de Central, o  então treinador Luizomar de Moura retornou a função de início, a referida convocação foi  para disputar o Campeonato Sul-Americano Juvenil  de 2006, em Caracas-Venezuela no qual conquistou o ouro mais uma vezmas dentro sempre teve  vontade de atuar como Ponteira.
No ano seguinte disputou pela seleção o Campeonato Mundial Juvenil de 2007, sediado em  Nakhon Ratchasima, quando vestiu novamente a camisa#10 e conquistou seu segundo ouro em mundiais aparecendo individualmente na décima nonca colocação entre as melhores bloqueadoras, também figurou na vigésima sexta posição entre as maiores pontuadoras, assim como foi a trigésima entre as melhores sacadoras,a vigésima melhor defensora, e seu melhor desempenho foi no fundamento de levantamento, ocupando a décima posição.
Convocada também em 2007 para disputar sua primeira participação em edições da Copa Pan-Americana que foi realizada em Colima e  obteve a medalha de prata na edição atuando pela Seleção Brasileira de Novas.Na temporada 2007-08 permaneceu no Fiat/Minas e disputou a edição desta da Superliga Brasileira A e encerrando em sexto lugar nesta competição.
Ainda jogando como Oposta, renovou com time mineiro para temporada 2008-09, e disputou a Superliga Brasileira A 2008-09 encerrando com a equipe na oitava colocação geral, também conquistou o bronze no Torneio Cativa Oppnus e o quarto lugar na I Copa BMG, ambas em 2009.Com novo patrocinador jogou sua terceira temporada seguida no Usiminas/ Minas, disputando a Superliga Brasileira A 2009-10,quando avançou às quartas de final da Superliga Brasileira A 2009-10,terminando na quinta colocação.
Transferiu-se na temporada 2010-11 para outro time mineiro, o BMG/Mackenzie , trazida pelo técnico Ricardo Piccinin , onde atuou como Ponteira e conquistou o título do Campeonato Mineiro de 2010 e competiu pelo mesmo clube na edição da Superliga Brasileira A encerrando na nona posição, não avançando aos playoffs finais.Em 2011 Priscila Daroit é convocada para Seleção Brasileira de Novas em preparação para Yeltsin Cup, e integrou o grupo que disputou esta competição,  sediada em Yekaterinburg destacou-se na competição, ajudando a equipe brasileira avançar a grande final , mas encerrou com o vice-campeonato diante da seleção chinesa.
Priscila renova com time mineiro que utilizou a alcunha: Mackenzie/Cia. do Terno nas competições de 2011-12, terminando com o vice-campeonato mineiro de 2011 e disputou as quartas de final da Superliga Brasileira A 2011-12 encerrando em sétimo lugar na classificação geral.
Foi convocada mais uma vez para integrar a Seleção Brasileira de Novas em 2012, quando disputou  a edição da Copa Pan-Americana sediada na cidade mexicana de Ciudad Juárez, foi a camisa#7 do grupo que conquistou a medalha de prata  nesta edição, registrando 11 pontos diante da seleção costarriquenha, repetindo mesmo score na outra partida do Grupo B contra a seleção peruana, não repetindo os feitos anteriores somando apenas dois pontos contra a representação de Trinidad e Tobago,mas melhorou com 10 pontos na partida seguinte nesta fase e finalizou a fase classificatória com 9 pontos diante da seleção anfitriã, mas contribuiu na semifinal diante da seleção cubana com 11 pontos e na grande final Priscila registrou 23 pontos diante da representação dos Estados Unidos, mas conquista a medalha de prata.
Ainda em 2012 também foi convocada para a edição do Grand Prix e esteve inscrita no torneio entre as vinte e cinco atletas.
.O Vôlei Amil contrata Priscila para a temporada 2012-13, cujo técnico era Zé Roberto e conquistou o vice-campeonato paulista de 2012 e o bronze na Superliga Brasileira A 2012-13.
Em 2013 recebe convocação para Seleção Brasileira  e  disputou Torneio Internacional atual de Montreux , contribuindo para conquista do ouro de forma invicta e no mesmo ano disputou na Itália  a Copa de Alássio.O técnico Zé Roberto Guimarães convocou Priscila para integrar a equipe brasileira na edição  do Grand Prix de 2013 e conquistou o ouro na edição.
Priscila reforçou a equipe do Sesi-SP para competir na  jornada esportiva 2013-14 e sob o comando do Talmo Oliveira, conquistando o ouro na Copa São Paulo de 2013.Pelo Sesi/SP conquistou o vice-campeonato paulista de 2013, mesma colocação obtida na Copa Brasil de 2014 em Maringá-Paraná qualificando a equipe para o Campeonato Sul-Americano de Clubes de 2014, pois, o  vencedor Molico/Osasco já estava classificado como cidade-, portanto o Sesi/SP disputou tal competição sediada em Osasco-Brasil e presente na equipe que conquistou a medalha de ouro e qualificando sua equipe pela primeira vez ao Campeonato Mundial de Clubes de 2014 sediado na Zurique-Suiça.
Contribuiu para o Sesi/SP avançar as finais da Superliga Brasileira A 2013-14, encerrando com o vice-campeonato. Embarcou com a equipe do Sesi/SP para Zurique, sede do Campeonato Mundial de Clubes de 2014 conforme qualificação continental já citada e foi semifinalista nesta edição, conquistando a medalha de bronze. Na temporada 2015/16, a atleta integrou a equipe Praia Clube, e foi vice-campeã da Superliga e da Copa Brasil, ambas perdidas para o Rexona/RJ. Ao final da temporada, voltou para o Minas.. e na jornada 2016-17 terminou na quarta colocação pelo Camponesa/Minas na edição da correspondente Superliga Brasileira A.
Renovou com o Camponesa/Minas para a temporada de 2017-18 e foi vice-campeã da Supercopa Brasil de 2017  conquistando o título do Campeonato Mineiro de 2017e sagrou-se campeã da edição do Campeonato Sul-Americano de Clubes de 2018.
Em 17 de julho de 2022, Pri Daroit tornou-se vice-campeã com Brasil após perder a final do Liga das Nações 2022
para a Itália por 3 sets a 0, em Ankara, na Turquia. As parciais da decisão foram ( 25-23, 25-22, 25-22).
Em 15 de outubro de 2022, Pri Daroit tornou-se vice-campeã com Brasil após perder a final do Campeonato Mundial  2022
para a Sérvia por 3 sets a 0, em Apeldoorn, na Holanda. As parciais da decisão foram (26/24, 25/22 e 25/17).

## Títulos e resultados

### Seleção Brasileira
- Campeonato Mundial  2022

- Liga das Nações de Voleibol Feminino - 2022

### Clubes
- Copa Brasil:2014[54]
- Supercopa Brasileira de Voleibolː2017[61]
- Copa Brasil:2016[60] e 2020
- Superliga Brasileira A:2015-16[60]
- Superliga Brasileira A:2013-14[56]
- Superliga Brasileira A:2012-13[46]
- Superliga Brasileira A:2016-17
- Campeonato Paulista:2013[53]
- Campeonato Paulista:2012[45]
- Campeonato Mineiro:2017[62] e 2019
- Campeonato Mineiro:2010[26]
- Campeonato Mineiro:2011[32]
- Copa São Paulo:2013[52]
- Torneio Cativa Oppnus:2009[21]
- Copa BMG de Clubes de Voleibol:2009[21]
- Campeonato Paulista Infanto-Juvenil:2005 [4]
- Copa Piratininga (infanto-juvenil):2005[5]
- Campeonato Brasileiro de Seleções (Juvenil):2005 [1]

- Campeonato Brasileiro de Seleções (Infanto-Juvenil):2004[1]

## Premiações individuais
• Superliga Brasileira de Voleibol Feminino de 2020/21 - Série A: "2ª Melhor Ponteira"
•1a Melhor Ponteira do Campeonato Sul-Americano de Clubes de 2024